# Rio Boz (Şpring)
O Rio Boz é um rio da Romênia afluente do Rio Şpring, localizado no distrito de Alba.